# サルタン皇帝
『サルタン皇帝』（サルタンこうてい、ロシア語: Сказка о царе Салтане）は、ロシアの作曲家ニコライ・リムスキー＝コルサコフが1900年にサンクトペテルブルクで作曲したプロローグと4幕からなるオペラ作品である。作品57。台本はアレクサンドル・プーシキンの原作をウラディーミル・ベリスキーが台本化したものを使用している。サルタン皇帝の王妃が、二人の姉に妬まれて王子とともに海に流されるが島に漂着し、王子が成人して白鳥を助け、人間に姿を変えた白鳥と結ばれるという話。『サルタン皇帝の物語』『サルタン王物語』『皇帝サルタンの物語』などとも呼ばれる。

## 作曲の経緯
1898年から翌年にかけて、リムスキー＝コルサコフとベリスキーは共同してプーシキンの詩をなるべくそのまま生かした台本を作った。作曲は1899年から翌1900年にかけて行われた。ベリスキーは『サトコ』のリブレット作成の協力者のひとりであり、本作品のほか晩年の2つのオペラ『見えざる街キーテジと聖女フェヴローニヤの物語』および『金鶏』のリブレットの作者でもある。
初演は1900年11月3日、モスクワのソロドヴニコフ劇場(Театр Солодовникова)で、ミハイル・イッポリトフ＝イワノフの指揮によって行われた。

## 演奏時間
約2時間半

## 配役
- 皇帝サルタン（バス）
- 皇妃ミリトリサ（ソプラノ）
- ミリトリサの長姉（ソプラノ）、2番目の姉（メゾソプラノ）
- ババリハ（アルト）- ミリトリサら3姉妹の母
- グヴィドン（テノール）- サルタンとミリトリサの息子。
- 白鳥（ソプラノ）
- 老人（テノール）
- 使者（バリトン）
- 宮廷の道化師（バス）- スコモローフ
- 3人の船員（テノール、バリトン、バス）

## あらすじ
舞台はトムタラカン。

### プロローグ
村娘の3姉妹が糸を紡ぎながら、自分が皇妃になったら何をしたいか、それぞれの夢を歌う。たまたまそれを外で聞いていた皇帝サルタンは、末娘が言った「強くて勇敢な息子を生みたい」という希望を立派なものとして、彼女を自分の妃にする。ふたりの姉と母親は彼女に嫉妬し、復讐する機会を狙う。
皇帝サルタンが戦争のために出征中に皇妃は出産するが、ふたりの姉は彼女が怪物を生んだというデマを広める。

### 第1幕
皇妃ミリトリサは、皇子誕生の知らせを皇帝に伝えに行った使者が帰ってこないので心配している。道化師と老人が皇妃の気分を和らげようとする。
そこへ使者が皇帝からの手紙を持って帰ってくるが、ふたりの姉と母は手紙の内容を皇妃と皇子を海に投げ捨てよという指令にすり替える。皇妃と皇子は樽に入れられて海に流され、人々は嘆く。

### 第2幕

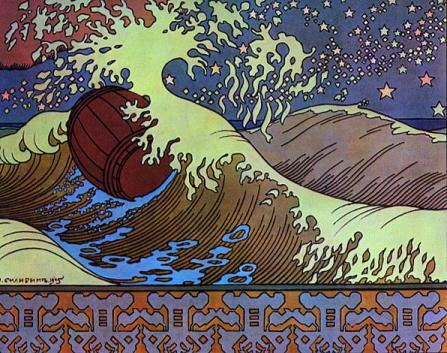
海を漂う樽。イヴァン・ビリビン画

樽はブヤン島に流れ着き、皇子グヴィドンは立派な若者に成長した。
グヴィドンが狩りの最中、鳶に襲われている白鳥を助ける。翌朝、島は輝かしい都市に変わっていた。都市の住民はグヴィドンが鳶の姿をした悪い魔術師を追い払ってくれたことに感謝する。彼らの願いに従ってグヴィドンはその都市の統治者になる。

### 第3幕
グヴィドンは故郷の父親のことを思い、白鳥に父親のもとへ行く方法を尋ねる。白鳥はグヴィドンを蜂に変身させる。蜂は海を渡ってトムタラカンの宮廷へ行く。宮廷では3人の船乗りたちがブヤン島に突然出現した都市の不思議を語り、皇帝は島を訪れようと計画する。ミリトリサのふたりの姉と母はそれを止めさせようとするが、蜂に刺される。

### 第4幕
島に戻ったグヴィドンが妻がほしいと白鳥に訴えると、白鳥は自分自身が姫であることをあかす。グヴィドンと白鳥の姫は結婚する。
島を訪れた皇帝はグヴィドンに聞かれて、かつて自分が出征して帰ってきたら愛する皇妃と皇子が宮廷からいなくなっていた話をし、もう一度皇妃に会いたいと歌う。白鳥の姫は皇帝の願いを聞いて、ミリトリサと皇帝を再会させる。皇帝はようやくグヴィドンが自分の息子であることを知る。皇帝はふたりの姉と母を罰しようとするが、最終的には許し、祝祭的な気分のうちに劇を終える。

## 組曲
組曲は、このオペラの中から第1・2・4幕の序奏をまとめたもので、以下のようになっている。
- 第1曲　王の戦場への旅立ちと別れ（行進曲）
- 第2曲　海原を漂う妃と王子
- 第3曲　3つの奇蹟

## 有名な楽曲
第3幕の間奏曲である『熊蜂の飛行』が有名。